# Keiko Toda
Keiko Toda (戸田 恵子, Toda Keiko), née le 12 septembre 1957 à Nagoya dans la préfecture d'Aichi, est une actrice, seiyū et chanteuse japonaise.

## Biographie
Keiko Toda débute comme jeune chanteuse, sans percer, puis entre dans le monde du doublage par l'entremise de Nachi Nozawa. Elle rencontre le succès dès 1979 en doublant Matilda Ajan dans la série d'animation Mobile Suit Gundam. Elle double d'autres anime notables comme Kitaro le repoussant, Thomas et ses amis, et surtout Anpanman à partir de 1988 avec lequel elle gagne une large popularité.
Au-delà de l'animation, elle double aussi des séries et films, prêtant notamment sa voix pour Jodie Foster, Julia Roberts et Sigourney Weaver.
Elle commence sa carrière d'actrice dans Mainichi ga natsuyasumi (ja) de Shūsuke Kaneko en 1994. Elle se tourne alors de plus en plus vers l'interprétation au cinéma, à la télévision et au théâtre, plutôt qu'au doublage.
Keiko Toda a remporté le prix de la meilleure actrice aux 13e Prix Yomiuri du théâtre (ja) en 2006 pour son rôle dans la pièce Utawasetai otoko-tachi (ja) d'Ai Nagai, et le prix Kazue Takahashi aux 6e Seiyu Awards en 2012. Elle est également nommée pour le prix du meilleur second rôle féminin aux Nippon Akademī-shō en 1998 pour son rôle dans Rajio no jikan de Kōki Mitani.

## Filmographie partielle
- 1997 : Welcome Back, Mr. McDonald (ラヂオの時間, Rajio no jikan?) de Kōki Mitani
- 2006 : The Uchōten Hotel (THE 有頂天ホテル?) de Kōki Mitani : Tokiko Yabe
- 2008 : The Magic Hour (ザ・マジックアワー, Za majikku awā?) de Kōki Mitani
- 2008 : Kabei, notre mère (母べえ, Kābē?) de Yōji Yamada : Teruyo Nogami adulte